# Lever Brothers

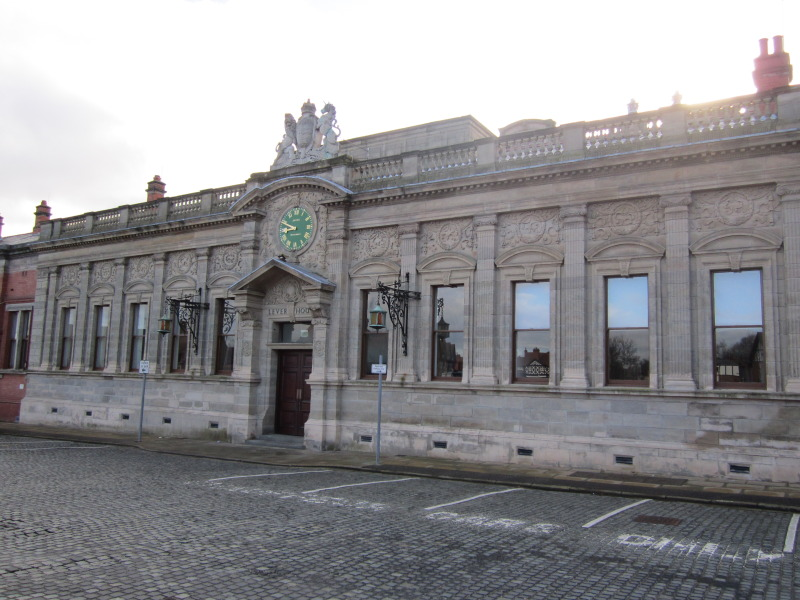
Lever House I Port Sunlight

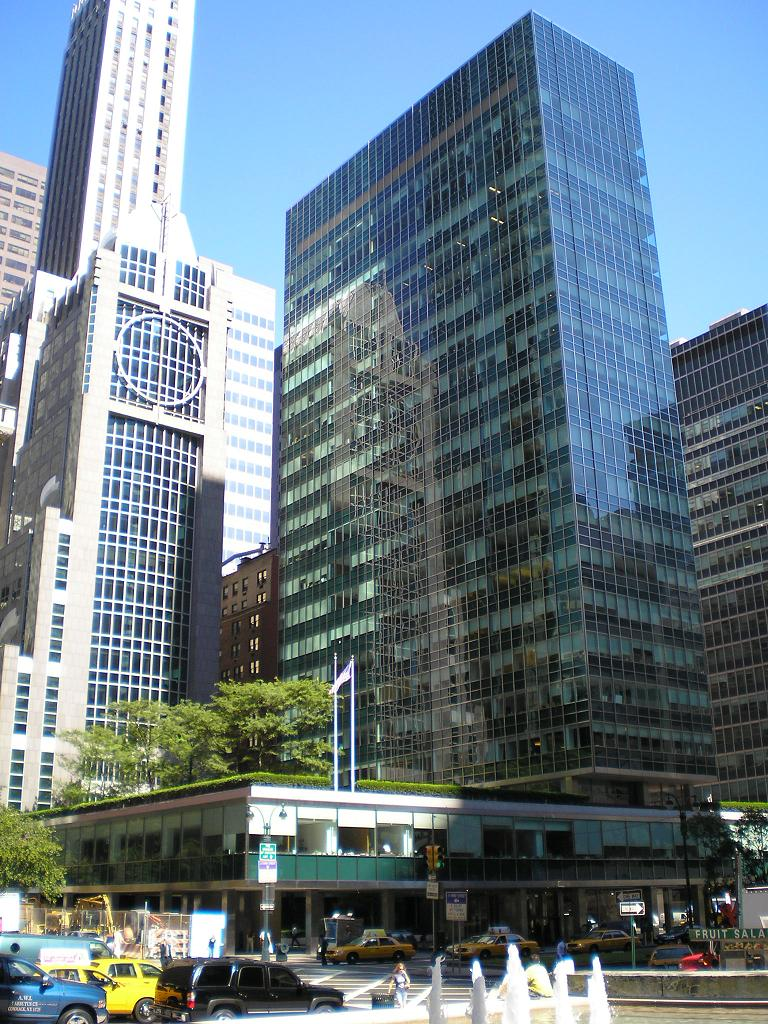
Lever House i New York.

Lever  Brothers Ltd var en brittisk koncern bildad 1885 i Liverpool. 1930 gick Lever Brothers samman med Margarine Unie och bildade därmed Unilever. Bland Lever Brothers varumärkena hörde Sunlight, Lifebuoy, Lux och Vim.

## Historia
William Hesketh Lever och hans bror James Darcy Lever anlade 1887 en liten tvålfabrik vid Port Sunlight nära Liverpool, varifrån den världsledande tvålproduktionen växte fram. De insåg tidigt reklamens betydelse och annonserade sin tvål "Sunlight" över hela världen. William Hesketh Lever kom att producera en ny typ av hushållstvål, Sunlight Soap. Skillnaden mot tidigare tvålar var att den nya innehöll kopra och tallkärneolja vilket gör att tvålen löddrade, detta blev ett genombrott för William Lever. I Port Sunlight skapade Lever den mest betydande av de brittiska "modellindustristäderna", där man försökte skapa rationella bostäder med hög levnadsstandard för arbetarna. 
I slutet av 1800-talet började man importera Lever Brothers produkter till Sverige. Fram till 1911 var Bergman & Bergstrand generalagent. Samma år bildades ett försäljningsbolag i landet med kontor i Stockholm och Göteborg, Aktiebolaget Bröderna Lever. 1916 ändrades namnet till Sunlight Såptvål AB. Lever Brothers startade produktionen av tvål och tvättmedel i Nyköping, Sunlight, 1925.
Firman var oberoende av utomstående råvaruleverantörer eftersom det producerade sitt material själv, i Belgiska Kongo och Nigeria. Lusanga i Kongo hette tidigare Leverville efter bolaget. Bolaget fick 1911 koncessioner av den belgiska staten för att etablera utvinning av palmolja. 1923 startades även tvåltillverkning. Bolagets verksamhet i Kongo, Huileries du Congo Belge (HCB), använde sig av tvångsarbetare på plantagerna som producerade palmolja.
I och med samgåendet med Margarine Unie utökades tillverkningen till margarin.

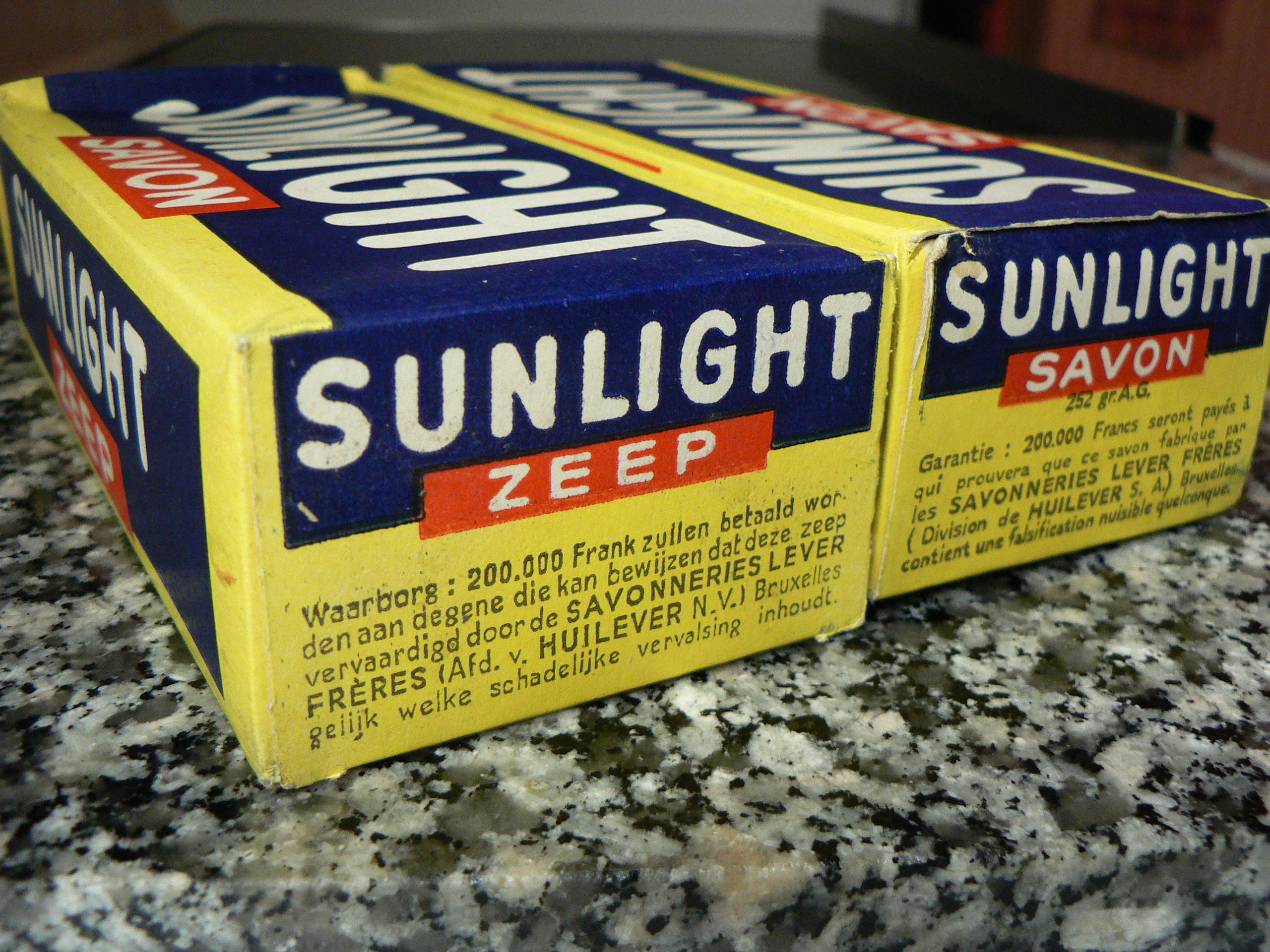
Sunlightprodukter
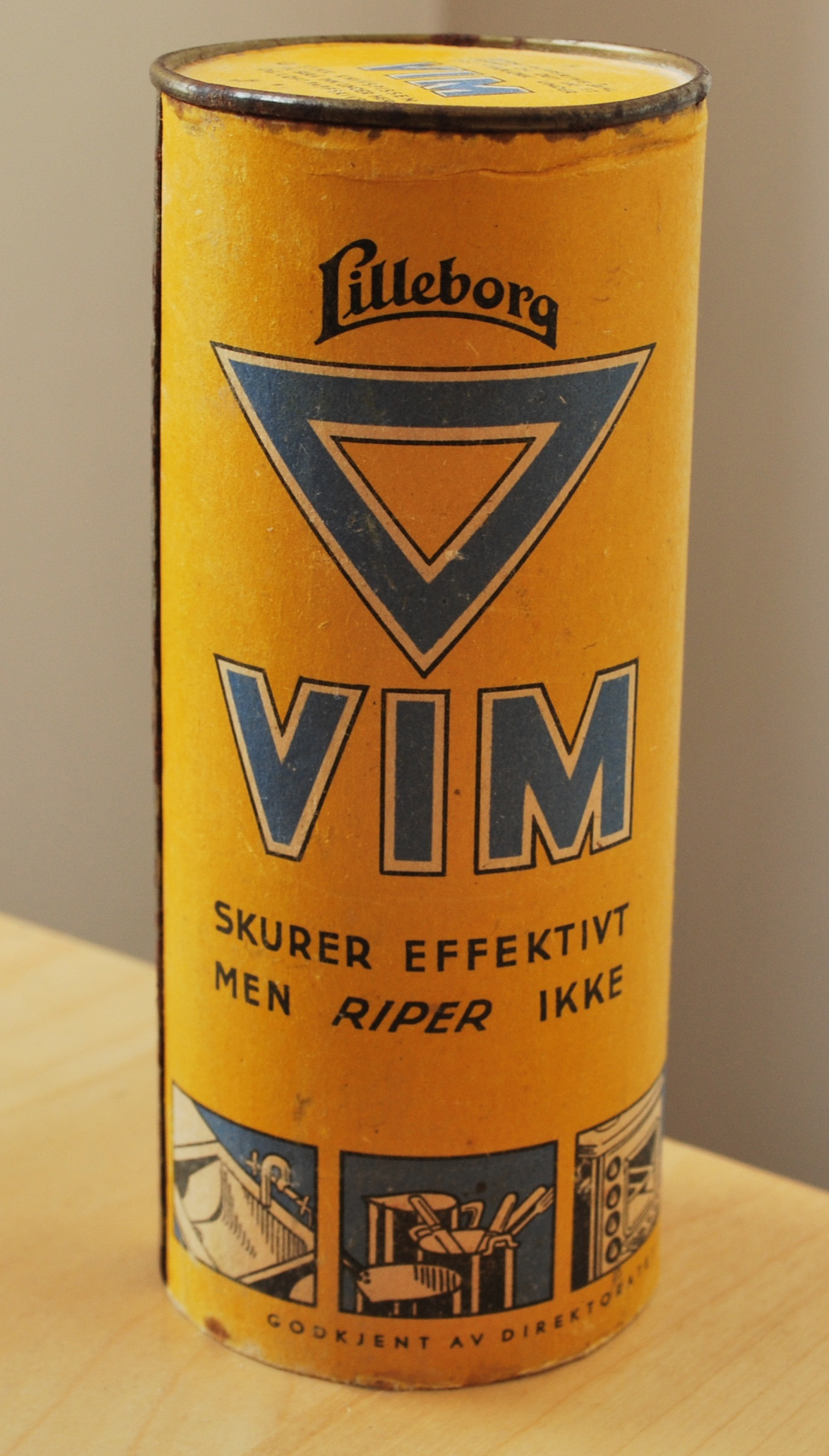
Vim